# Kamenolomnea, Sakî
Kamenolomnea (în ucraineană Каменоломня) este un sat în comuna Suvorovske din raionul Sakî, Republica Autonomă Crimeea, Ucraina.

## Demografie
Componența lingvistică a localității Kamenolomnea
     Rusă (55,86%)
     Tătară crimeeană (34,83%)
     Ucraineană (6,84%)
     Alte limbi (0,74%)
Conform recensământului din 2001, majoritatea populației localității Kamenolomnea era vorbitoare de rusă (55,86%), existând în minoritate și vorbitori de tătară crimeeană (34,83%) și ucraineană (6,84%).